# Лусонска лястовича опашка
Лусонската лястовича опашка (Papilio chikae) е вид насекомо от семейство Лястовичи опашки (Papilionidae). Видът е застрашен от изчезване.

## Разпространение
Разпространен е във Филипини.